# Svartalfheim

A skandináv mitológia kilenc világa

A Svartalfheim a skandináv mitológiában a sötétálfok (sötét tündérek) világa, valahol Helheim és Midgard között van az Yggdrasilon. Néha idesorolják a törpék világát is. A törpéket Mimir teremtette, a sötétálfokat pedig Surtr. Mindkét nemzetség ügyes kézműveseket, kovácsokat adott a világnak. A láncot (Gleipnir), amivel Fenrirt megkötötték, a sötétálfok készítették.
A prózai Edda leírása szerint a lánc következőkből készült:
- egy macska lépésének nesze
- egy nő szakálla
- egy hegy gyökerei
- egy medve inai
- egy hal lehelete
- egy madár köpete.

## Fordítás
- Ez a szócikk részben vagy egészben  a   Svartalfaheim című svéd Wikipédia-szócikk fordításán alapul.  Az eredeti cikk szerkesztőit annak laptörténete sorolja fel. Ez a jelzés csupán a megfogalmazás eredetét és a szerzői jogokat jelzi, nem szolgál a cikkben szereplő információk forrásmegjelöléseként.
- Ez a szócikk részben vagy egészben  a   Svartálfaheimr című angol Wikipédia-szócikk fordításán alapul.  Az eredeti cikk szerkesztőit annak laptörténete sorolja fel. Ez a jelzés csupán a megfogalmazás eredetét és a szerzői jogokat jelzi, nem szolgál a cikkben szereplő információk forrásmegjelöléseként.